# Густафсон, Элизабет
Кари́н Элизабе́т Гу́стафсон (англ. Karin Elisabet Gustafson; урождённая Кари́н Элизабе́т Ю́ханссон, англ. Karin Elisabet Johansson; 2 мая 1964, Умео, Швеция) — шведская кёрлингистка, чемпион мира и Европы.
Играла на позиции четвёртого. Была скипом своей команды.
Как скип женской команды, стала чемпионом мира четыре раза — рекордное достижение на тот момент и непревзойденный результат по состоянию на конец сезона 2019-20.
В числе прочего, была скипом женской сборной Швеции на двух зимних Олимпийских играх (1998, 2002).
Завершила спортивную карьеру в 2002, после окончания зимних Олимпийских игр.
Дважды введена в Международный зал славы кёрлинга ВФК: в 2012 в личном качестве, а в 2020 со всей своей командой, четырёхкратными чемпионами мира.

## Достижения
- Зимние Олимпийские игры: бронза (1998).
- Чемпионат мира по кёрлингу среди женщин: золото (1992, 1995, 1998, 1999), бронза (1993, 1994).
- Чемпионат Европы по кёрлингу: золото (1992, 1993, 1997, 2000), серебро (1996), бронза (1995).
- Чемпионат Швеции по кёрлингу среди женщин: золото (1992, 1993, 1995, 1996, 1997, 2000, 2002).[5]
- Чемпионат Швеции среди юниоров: золото (1985).[6]

## Команды
| Сезон   | Четвёртый          | Третий           | Второй          | Первый           | Запасной                           | Тренер                            | Турниры                      |
| ------- | ------------------ | ---------------- | --------------- | ---------------- | ---------------------------------- | --------------------------------- | ---------------------------- |
| 1984—85 | Элизабет Юханссон  | Элизабет Перссон | Катарина Нюберг | Эва-Лена Юнссон  |                                    |                                   | ЧЕЮ 1985 (4 место)           |
| 1991—92 | Элизабет Юханссон  | Катарина Нюберг  | Луиз Мармонт    | Элизабет Перссон | Анника Лёф                         |                                   | ЧМ 1992                      |
| 1992—93 | Элизабет Юханссон  | Катарина Нюберг  | Луиз Мармонт    | Элизабет Перссон | Анника Лёф (ЧМ)                    |                                   | ЧЕ 1992 · ЧМ 1993            |
| 1993—94 | Элизабет Юханссон  | Катарина Нюберг  | Луиз Мармонт    | Элизабет Перссон | Ева Лунд (ЧЕ) Хелена Свенссон (ЧМ) | Ян Страндлунд (ЧЕ)                | ЧЕ 1993 · ЧМ 1994            |
| 1994—95 | Элизабет Густафсон | Катарина Нюберг  | Луиз Мармонт    | Элизабет Перссон | Хелена Свенссон                    |                                   | ЧМ 1995                      |
| 1995—96 | Элизабет Густафсон | Катарина Нюберг  | Луиз Мармонт    | Элизабет Перссон | Элизабет Ханссон                   | Ян Страндлунд                     | ЧЕ 1995                      |
| 1995—96 | Аннетт Йорнлинд    | Хелен Эдлунд     | Эрика Вестман   | Хелена Юнссон    | Элизабет Густафсон                 |                                   | ЧМ 1996 (7 место)            |
| 1996—97 | Элизабет Густафсон | Катарина Нюберг  | Луиз Мармонт    | Элизабет Перссон | Маргарета Линдаль                  | Ян-Улов Нессен                    | ЧЕ 1996                      |
| 1997—98 | Элизабет Густафсон | Катарина Нюберг  | Луиз Мармонт    | Элизабет Перссон | Маргарета Линдаль                  | Ян Страндлунд                     | ЧЕ 1997 · ЗОИ 1998 · ЧМ 1998 |
| 1998—99 | Элизабет Густафсон | Катарина Нюберг  | Луиз Мармонт    | Элизабет Перссон | Маргарета Линдаль                  | Микаэль Хассельборг               | ЧМ 1999                      |
| 1999—00 | Элизабет Густафсон | Катарина Нюберг  | Луиз Мармонт    | Элизабет Перссон | Кристина Бертруп                   | Ян Страндлунд                     | ЧМ 2000 (5 место)            |
| 2000—01 | Элизабет Густафсон | Катарина Нюберг  | Луиз Мармонт    | Элизабет Перссон | Кристина Бертруп                   | Ян Страндлунд, Стефан Хассельборг | ЧЕ 2000                      |
| 2001—02 | Элизабет Густафсон | Катарина Нюберг  | Луиз Мармонт    | Элизабет Перссон | Кристина Бертруп                   | Ян Страндлунд                     | ЗОИ 2002 (6 место)           |

(скипы выделены полужирным шрифтом)

## Частная жизнь
Получила образование как врач-хирург, окончила университет Умео в 1990. После окончания спортивной карьеры продолжила работу по специальности.
Также работает как телекомментатор турниров по кёрлингу для телевидения Швеции.
Замужем. Муж — титулованный конькобежец Томас Густафсон, трёхкратный олимпийский чемпион.